# Liberty Bowl 2021
Match précédent Match suivant
Le Liberty Bowl 2021 est un match de football américain de niveau universitaire joué après la saison régulière de 2021, le 28 décembre 2021 au Liberty Bowl Memorial Stadium situé à Memphis dans l'État du Tennessee aux États-Unis.
Il s'agit de la 63e édition du Liberty Bowl.
Le match met en présence l'équipe des Bulldogs de Mississippi State issue de la Southeastern Conference et l'équipe des Red Raiders de Texas Tech issue de la Big 12 Conference.
Il débute vers 18 h 45 locales (le 29 décembre vers 00 h 45 en France) et est retransmis à la télévision par ESPN.
Sponsorisé par la société AutoZone (en), le match est officiellement dénommé le 2021 AutoZoneLiberty Bowl.
Texas Tech gagne le match sur le score de 34 à 7 

## Présentation du match
| Équipes                                                                       | Conférences | Entraîneurs                 | Stats. saison rég. | Classements avant le bowl | Classements avant le bowl | Classements avant le bowl |
| ----------------------------------------------------------------------------- | ----------- | --------------------------- | ------------------ | ------------------------- | ------------------------- | ------------------------- |
| Équipes                                                                       | Conférences | Entraîneurs                 | Stats. saison rég. | CFP                       | AP                        | Coaches                   |
| Bulldogs de Mississippi State                                                 | SEC         | Mike Leach (en) (2e saison) | 7 - 5              | NC                        | NC                        | NC                        |
| Red Raiders de Texas Tech                                                     | B12         | Sonny Cumbie (en) (intérim) | 6 - 6              | NC                        | NC                        | NC                        |
| - Équipe donnée favorite par les bookmakers : Mississippi State par 10 points |             |                             |                    |                           |                           |                           |

Il s'agit de la 8e rencontre entre les deux équipes :
| Saison | Date              | Vainqueur          | Score              | Perdant            | Compétition                                        |
| ------ | ----------------- | ------------------ | ------------------ | ------------------ | -------------------------------------------------- |
| 1970   | 17 octobre 1970   | Mississippi State  | 20 - 16            | Texas Tech         | Match joué en saison régulière à Mississippi State |
| 1968   | 18 octobre 1969   |                    | 30 - 26            | Texas Tech         | Match joué en saison régulière à Texas Tech        |
| 1968   | 19 octobre 1968   | Match nul, 28 - 28 | Match nul, 28 - 28 | Match nul, 28 - 28 | Match joué en saison régulière à Mississippi State |
| 1967   | 7 octobre 1967    | Mississippi State  | 07 - 03            | Texas Tech         | Match joué en saison régulière à Texas Tech        |
| 1964   | 19 septembre 1964 | Texas Tech         | 21 - 07            | Mississippi State  | Match joué en saison régulière à Texas Tech        |
| 1961   | 23 septembre 1961 | Mississippi State  | 06 - 0             | Texas Tech         | Match joué en saison régulière à Mississippi State |
| 1953   | 31 octobre 1953   | Texas Tech         | 27 - 20            | Mississippi State  | Match joué en saison régulière à Mississippi State |

### Bulldogs de Mississippi State
Avec un bilan global en saison régulière de 7 victoires et 5 défaites (4-4 en matchs de conférence), Mississippi State est éligible et accepte l'invitation pour participer au Liberty Bowl de 2021.
Ils terminent 4e de la Division Ouest de la Southeastern Conference derrière #1 Alabama, #8 Ole Miss et #21 Arkansas.
À l'issue de la saison 2021, ils n'apparaissent pas dans les classements CFP, AP et Coaches.
Il s'agit de leur 5e participation au Liberty Bowl :
| Saisons | Dates            | Vainqueurs           | Scores  | Finalistes        | Bilan     |
| ------- | ---------------- | -------------------- | ------- | ----------------- | --------- |
| 2013    | 31 décembre 2013 | Mississippi State    | 44 - 07 | Rice              | V : 2 - 2 |
| 2007    | 29 décembre 2007 | Mississippi State    | 10 - 03 | UCF               | V : 1 - 2 |
| 1991    | 29 décembre 1991 | Air Force            | 38 - 15 | Mississippi State | D : 0 - 2 |
| 1963    | 21 décembre 1963 | North Carolina State | 16 - 12 | Mississippi State | D : 0 - 1 |

| Logo     | Postes         | Joueurs                                        | Statistiques                                                      |
| -------- | -------------- | ---------------------------------------------- | ----------------------------------------------------------------- |
|          | Quarterback    | Will Rogers                                    | 473/630 passes réussies pour 4 449 yards, 35 TDs, 8 interceptions |
| Coureur  | Dillon Johnson | 80 courses pour 423 yards nets gagnés et 4 TDs |                                                                   |
| Receveur | Makai Polk     | 98 réceptions pour 989 yards et 9 TDs          |                                                                   |

### Red Raiders de Texas Tech
Avec un bilan global en saison régulière de 6 victoires et 6 défaites (3-6 en matchs de conférence), Texas Tech est éligible et accepte l'invitation pour participer au Liberty Bowl de 2021.
Ils terminent 9e/10 de Big 12 Conference.
À l'issue de la saison 2021, ils n'apparaissent pas dans les classements CFP, AP et Coaches.
Il s'agit de leur première apparition au Liberty Bowl.
| Logo     | Postes        | Joueurs                                        | Statistiques                                                    |
| -------- | ------------- | ---------------------------------------------- | --------------------------------------------------------------- |
|          | Quarterback   | Henry Colombi                                  | 95/148 passes réussies pour 1 291 yards, 5 TDs, 5 interceptions |
| Coureur  | Tahj Brooks   | 71 courses pour 461 yards nets gagnés et 6 TDs |                                                                 |
| Receveur | Erik Ezukanma | 48 réceptions pour 705 yards et 4 TDs          |                                                                 |